# 因卡拉卡亞山
17°5′41″S 67°15′48″W / 17.09472°S 67.26333°W
因卡拉卡亞山（Inka Laqaya），是玻利維亞的山峰，位於該國西部拉巴斯省的因基西維省，處於伊喬查以北，屬於安第斯山脈的一部分，海拔高度4,836米。